# Ириней (Семко)
Митрополит Ирине́й (в миру Валентин Анатольевич Семко; 11 июня 1963, село Ропотуха, Уманский район, Черкасская область — 23 сентября 2017, Нежин, Черниговская область, Украина) — архиерей Украинской православной церкви Московского патриархата, с 2007 года митрополит Нежинский и Прилукский. Член Комиссии по канонизации святых при Священном Синоде УПЦ. Доцент Киевской духовной академии и семинарии.

## Биография
Родился в 1963 году в селе Ропотуха Уманского района Черкасской области. В 1970—1980 годы обучался в средней школе, в 1980—1981 годах работал в организации «Киевторгстрой». В 1982 году поступил на первый курс Киевского инженерно-строительного института, но в 1983 году оставил обучение в нём и поступил в Московскую духовную семинарию.
В 1984 году стал послушником Троице-Сергиевой лавры.
26 февраля 1985 года в Троицком соборе лавры архимандритом Алексием (Кутеповым) пострижен в монашество с именем Ириней (в честь святителя Иринея Лионского).
6 апреля того же года архиепископом Владимирским и Суздальским Серапионом (Фадеевым) хиротонисан во диакона, а 30 ноября 1986 года архиепископом Чебоксарским и Чувашским Варнавой (Кедровым) во иерея.
В 1987 года окончил Московскую духовную семинарию и был направлен в Почаевскую лавру. В 1991 году переведён в Киево-Печерскую лавру «для укрепления во вновь открывшемся монастыре духовной жизни братии».
В 1992 году окончил Московскую духовную академию, стал преподавателем Киевской духовной семинарии.
С сентября 1996 года нёс послушание благочинного Киево-Печерской Лавры.
26 декабря 2006 года защитил кандидатскую диссертацию «История православного женского монашества на Украине в XX столетии». В 2007 году получил учёное звание доцента. Был включен в состав «Комиссии УПЦ по восстановлению единства Украинского Православия», созданной 24 января 2007. Член «Комиссии по канонизации святых» при Свящ. Синоде УПЦ.

### Архиерейство
31 мая 2007 года решением Священного Синода УПЦ избран архиереем новообразованной Нежинской и Батуринской епархии, выделенной из Черниговской епархии.
10 июня 2007 года хиротонисан во епископа в Успенском соборе Киево-Печерской лавры. Чин хиротонии соершили митрополит Киевский и всея Украины Владимир (Сабодан), митрополиты Одесский и Измаильский Агафангел (Саввин), Неврокопский Нафанаил (Калайджиев) (Болгарская Православная Церковь), Луганский и Алчевский Иоанникий (Кобзев), Черновицкий и Буковинский Онуфрий (Березовский), архиепископы Сумской и Ахтырский Марк (Петровцы), Черкасский и Каневский Софроний (Дмитрук), Сарненский и Полесский Анатолий (Гладкий), Вышгородский Павел (Лебедь), Белоцерковский и Богуславский Митрофан (Юрчук), епископы Черниговский и Новгород-Северский Амвросий (Поликопа), Каширский Иов (Смакоуз), Штутгартский Агапит (Горачек), Саратовский и Вольский Лонгин (Корчагин), Васильковский Лука (Коваленко), Хотинский Мелетий (Егоренко), Бориспольский Антоний (Паканич). Первая после подписания Акта о каноническом общении Русской Православной Церкви Заграницей с Русской Православной Церковью архиерейская хиротония, в которой принял участие представитель РПЦЗ — викарий Берлинской епархии Штутгартский епископ Агапит (Горачек).
18 апреля 2008 году решением Священного Синода УПЦ был изменен титул на «Нежинский и Прилукский».
28 августа 2014 года возведён в сан архиепископа.
28 июля 2017 года митрополитом Киевским Онуфрием за литургией в День крещения Руси в Киево-Печерской лавре возведён в сан митрополита.

### Смерть и погребение
Умер 23 сентября 2017 года после продолжительной тяжелой болезни в городе Нежин.
25 сентября в Киево-Печерской лавре совершено отпевание; согласно его завещанию, был погребён на монашеском кладбище Красногорского Покровского монастыря в селе Бакаевка Золотоношского района Черкасской области.

## Награды
- 1986 год — Медаль преподобного Сергия Радонежского I степени.
- 2013 год — Орден преподобного Серафима Саровского II[6].

### Украинская православная церковь
- 2000 год — юбилейный орден «Рождество Христово» ΙΙ степени.
- 2001 год — медаль святого великомученика Димитрия Солунского.
- 2003 год — орден преподобного Нестора Летописца ΙΙ степени.
- 2008 год — орден святого апостола и евангелиста Иоанна Богослова ΙΙ степени[7].
- 2013 год — орден «За церковные заслуги» Предстоятеля УПЦ.
- 2015 год — орден святителя Петра Могилы[8].

## Интервью
- Єпископ Іриней (Семко): «Ми повинні власним життям свідчити про свою віру»
- Епископ Ириней (Семко): «Мне некуда было сворачивать» (недоступная ссылка)
- Єпископ Іриней (Семко): "Бог не в силі, а в правді"